# Forza Motorsport 2
Forza Motorsport 2 – komputerowa gra wyścigowa wyprodukowana i wydana w 2007 roku przez Microsoft na konsolę Xbox 360. Jest to kontynuacja gry Forza Motorsport. Gracz bierze w niej udział w wyścigach z innymi zawodnikami, kierowanymi przez komputer lub innych graczy. W stosunku do poprzedniej części serii udoskonalono system uszkodzeń pojazdów. Gracz może kierować ponad 300 pojazdami z około 50 marek.